# Odostomia gracilientis
Odostomia gracilientis är en snäckart som först beskrevs av Keep 1887.  Odostomia gracilientis ingår i släktet Odostomia och familjen Pyramidellidae. Inga underarter finns listade i Catalogue of Life.